# 12363 Marinmarais
12363 Marinmarais eller 1993 TA24 är en asteroid i huvudbältet som upptäcktes den 9 oktober 1993 av den belgiske astronomen Eric W. Elst vid La Silla-observatoriet. Den är uppkallad efter den franske kompositören Marin Marais.
Den tillhör asteroidgruppen Themis.